# Minute Maid

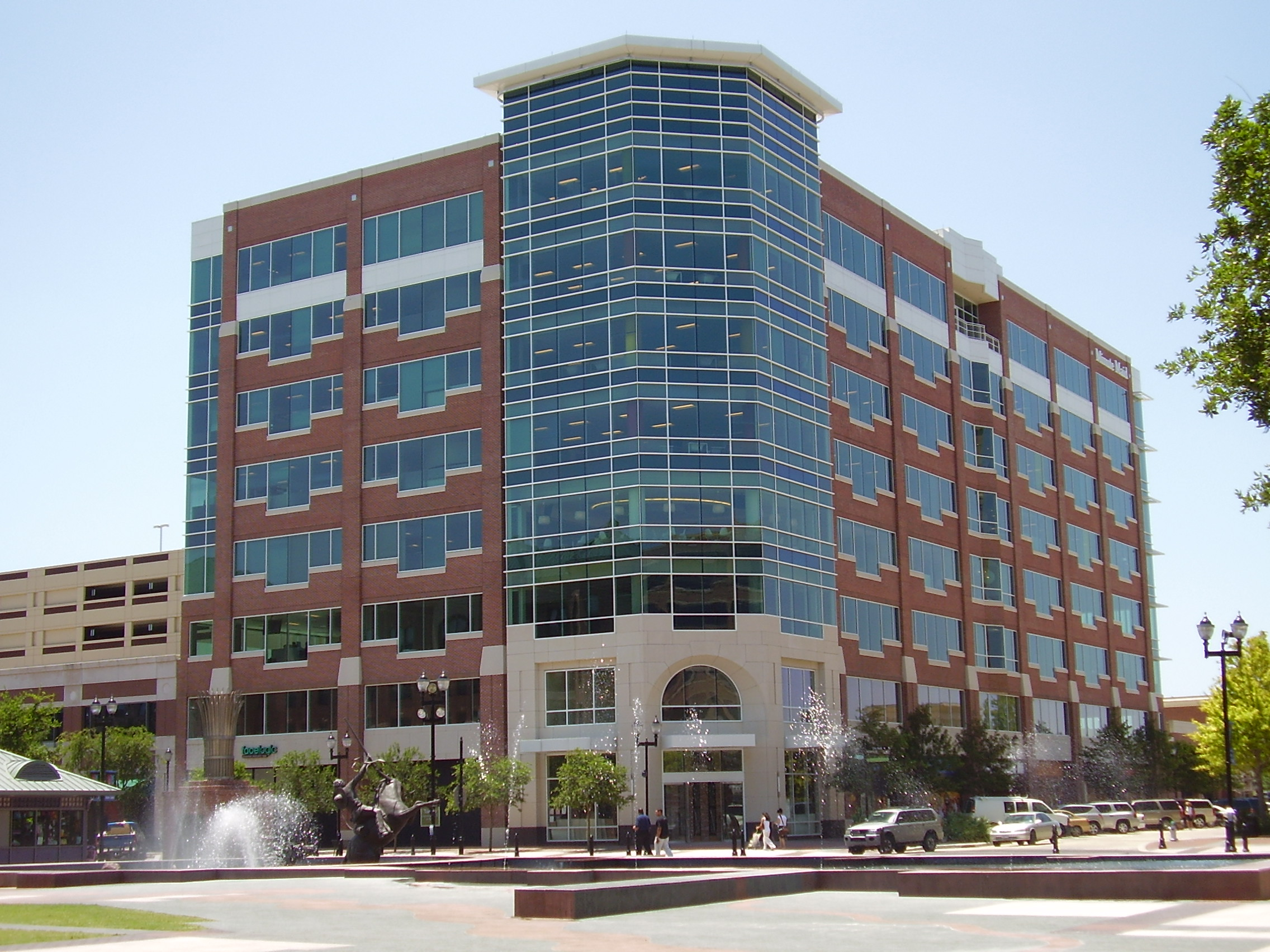
La sede de Minute Maid en Sugar Land Town Square, First Colony, Sugar Land, Texas, United States.

Minute Maid es una empresa productora de zumos, filial de Coca-Cola. En 2004 Minute Maid trasladó su sede a Houston y en 2009 a Sugar Land, Texas, Estados Unidos. En 2002 el estadio de los Houston Astros fue nombrado Minute Maid Park.